# Vermelho de bromofenol
Vermelho de bromofenol é um indicador de pH que, em solução ácida, fica de cor amarela e, em base, fica da cor vermelha.
A mudança de cor nos compostos derivados da fenolftaleína e da sulfofenolftaleína se dá porque estes compostos, em meio neutro, são lactonas, mas em meio alcalino eles são ionizados nas hidroxilas (formando inicialmente um fenolato e, em seguida, um difenolato), quebrando o anel. A reação é reversível, e gera um método visual para a medição do pH. O vermelho de bromofenol varia de amarelo para vermelho na faixa de pH de 5,2-6,8.